# Erdpenhausen
Erdpenhausen ist der nach Einwohnerzahl kleinste Ortsteil der Gemeinde Alheim im osthessischen Landkreis Hersfeld-Rotenburg.

## Geographische Lage
Erdpenhausen liegt im Stölzinger Gebirge etwa 2 km westlich des Alheimer (548,7 m ü. NN). Durchflossen wird es vom Fulda-Zufluss Gude. Durch das Dorf führt die Landesstraße 3304; sie verbindet die vier Dörfer des Gudegrunds: Obergude, Niedergude, Erdpenhausen und Hergershausen.

## Geschichte
Erstmals urkundlich erwähnt wird der Ort im Jahre 1366 im Kopiar des Hersfelder Abts Berthold II. von Völkershausen, und zwar als hersfeldisches Lehen des Ministerialen Otto von Rodinberg. Der Ort kam im 15. Jahrhundert an die Landgrafschaft Hessen.
Die Einwohnerzahl des kleinen Dorfs stieg, durch den Zuzug von Ausgebombten und Heimatvertriebenen nach dem Zweiten Weltkrieg, von 113 im Jahre 1939 auf 201 im Jahre 1950 an, ging dann jedoch allmählich wieder zurück. Heute sind es wieder rund 100.
Im Rahmen der Gebietsreform in Hessen wurde Erdpenhausen mit neun anderen Gemeinden am 1. August 1972 zu einer neuen Gemeinde mit dem Namen Alheim zusammengeschlossen.

## Kulturdenkmäler
- In der Liste der Kulturdenkmäler in Alheim sind für Erdpenhausen sechs Kulturdenkmäler aufgeführt.

## Sonstiges
- In Erdpenhausen gibt es ein Dorfgemeinschaftshaus mit Glockenturm, einen Kinderspielplatz und eine Waldbühne.
- Das Dorf gehört zum Kirchspiel Obergude.